# Aldo Signoretti
Aldo Signoretti é um maquiador italiano. Como reconhecimento, foi nomeado ao Oscar 2010 na categoria de Melhor Maquiagem por Il divo.